# Campionati asiatici di ginnastica aerobica 2009
I Campionati asiatici di ginnastica aerobica 2009 sono stati la 1ª edizione della competizione organizzata dalla Asian Gymnastic Union.
Si sono svolti a Bangkok, in Thailandia, dal 27 al 29 marzo 2009.

## Medagliere
| Pos.   | Nazione       | Oro | Argento | Bronzo | Totale |
| ------ | ------------- | --- | ------- | ------ | ------ |
| 1      | Cina          | 4   | 0       | 2      | 6      |
| 2      | Corea del Sud | 0   | 3       | 2      | 5      |
| 3      | Giappone      | 0   | 1       | 0      | 1      |
| Totale | Totale        | 4   | 4       | 4      | 12     |

## Podi
| Evento                | Oro           | Argento        | Bronzo        |
| Individuale maschile  | Ao Jinping    | Jong-Kun Song  | Kyung-Ho Lee  |
| Individuale femminile | Jinxuan Huang | Asami Takeuchi | Qin Zou       |
| Coppia mista          | Cina          | Corea del Sud  | Corea del Sud |
| Trio                  | Cina          | Corea del Sud  | Ungheria      |